# City of Penrith
City of Penrith är en kommun i Australien. Den ligger i delstaten New South Wales, i den sydöstra delen av landet, omkring 49 kilometer väster om delstatshuvudstaden Sydney. Antalet invånare var 196 066 vid folkräkningen 2016. Arean är 405 kvadratkilometer.
Följande samhällen ingår i City of Penrith:
- Glenmore Park
- Kingswood Park
- Penrith
- Cambridge Park
- Werrington County
- Emu Heights
- Werrington Downs
- Mulgoa
- Regentville
- Orchard Hills